# Choripetalae
Choripetalae is een al lang in gebruik zijnde naam (een beschrijvende plantennaam) die op het ogenblik uit de mode is, maar nog wel gebruikt mag worden.
De naam wordt gebruikt, bijvoorbeeld in het Eichlersysteem en het Wettsteinsysteem, voor een hoofdgroep samengesteld uit vele plantenfamilies van tweezaadlobbige planten die gekarakteriseerd wordt doordat de kroonbladeren niet vergroeid zijn. Het is dus de tegenhanger van de Sympetalae.